# Johannes Josephus Aarts
Johannes Josephus Aarts (La Haya, 18 de agosto de 1871-Ámsterdam, 19 de octubre de 1934) fue un dibujante, litógrafo, grabador, aguafortista, escritor, ilustrador, profesor de la Academia, director de la Academia, profesor, escultor, pintor y diseñador de encuadernación neerlandés.

## Datos biográficos
Trabajó en La Haya hasta 1911, y en Ámsterdam desde 1911 hasta 1934.
Estudió en la Academia de Bellas Artes de La Haya.
Aarts escribió con frecuencia en el periódico Het Vaderland (La Patria) de La Haya; fue profesor de escultura en la Academia de Arte de La Haya, después profesor en la Academia Estatal de Ámsterdam como el sucesor de Pieter Dupont; hizo esculturas y obra gráfica. Colaboró en diversas técnicas gráficas participando de una laboriosa corriente de innovadores grabadores de los Países Bajos. También pintó retratos, paisajes urbanos, paisajes de dunas, animales y paisajes.

## Maestro
Fue maestro entre otros, de Johan Dijkstra, Sem Hartz, Hubert Levigne, Jan Rot y Elie Smalhout.

## Obras
Son de Aarts los siguientes grabados:

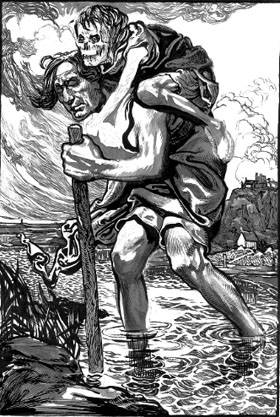
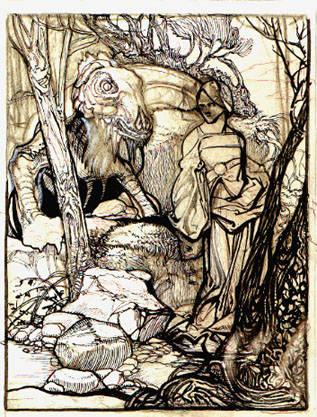
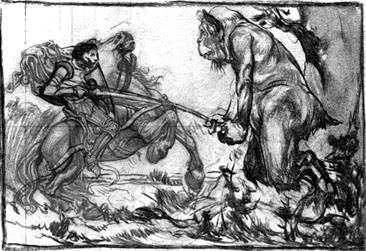
Pulsar para ampliar.
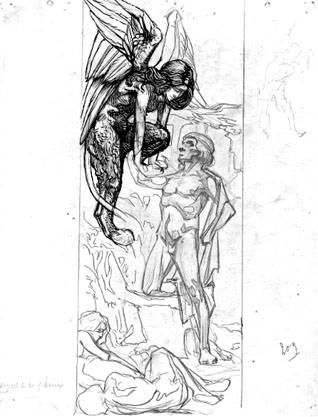
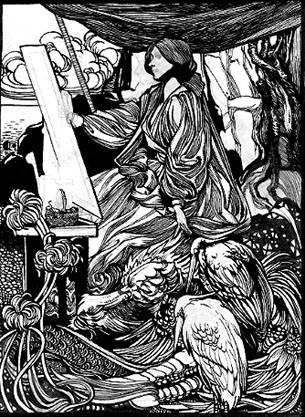
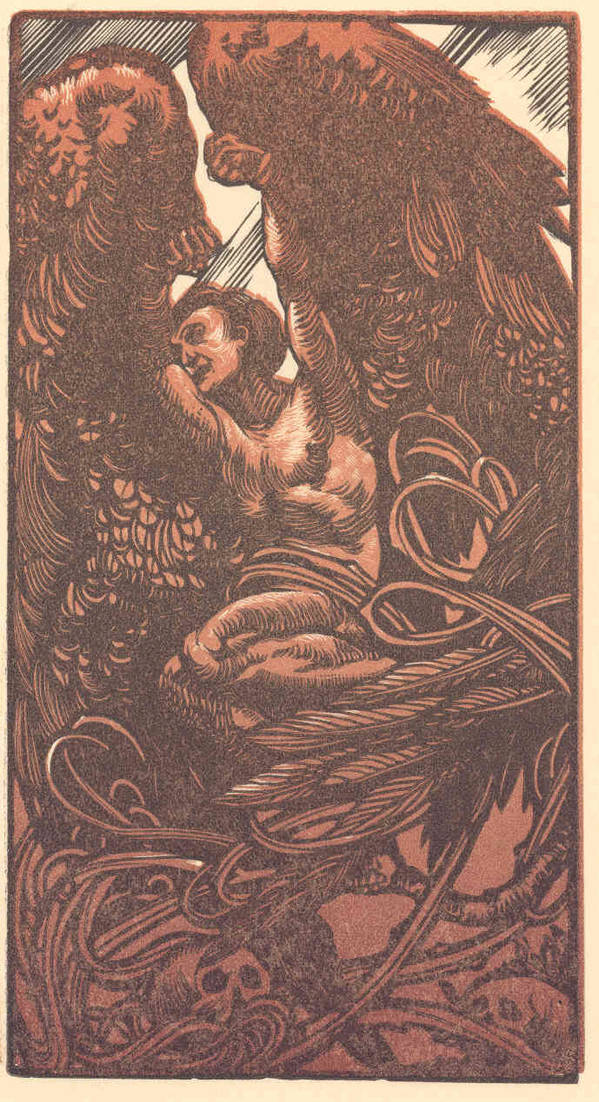
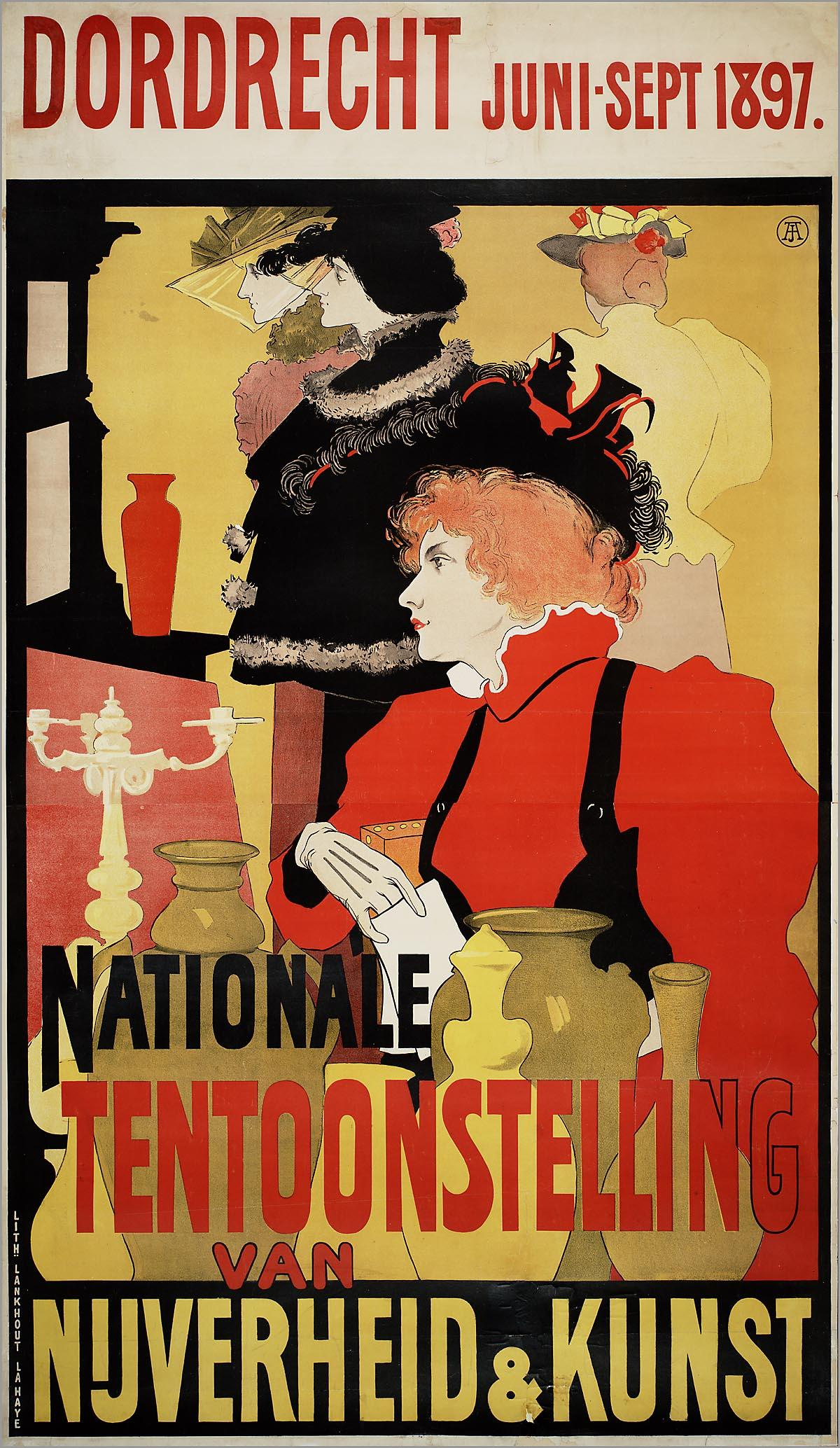